# Olivia Rodrigo
Olivia Isabel Rodrigo, coneguda artísticament com a Olivia Rodrigo (anglès: Olivia Isabel Rodrigo)  (Murrieta, 20 de febrer de 2003), és una actriu, cantant i compositora estatunidenca. És coneguda per interpretar Paige Olvera a la sèrie original de Disney Channel Bizaardvark i Nini Salazar-Roberts a la sèrie web original de Disney+ High School Musical: The Musical: The Series.
El gener de 2021, va llançar el seu senzill debut com a cantant solista, «Drivers License», que va debutar en el primer lloc a les llistes d'Spotify, YouTube i Billboard.

## Biografia

### Primers anys
Olivia Rodrigo va néixer a Temecula a Califòrnia, i va créixer en Murrieta. Rodrigo té ascendència filipina per part de pare (Ronald), i alemanya i irlandesa per part de mare (Sophie). És filla única. Va començar a actuar en produccions teatrals al Col·legi Lisa J. Mails i al Col·legi Dorothy McElhinney. Es va traslladar de Murrieta a Los Angeles, quan va començar la seva participació a Bizaardvark.

### Carrera com a actriu
La seva primera aparició en televisió va ser en un anunci de Old Navy. Temps després va interpretar el paper principal de Grace Thomas a la pel·lícula An American Girl: Grace Stiris Up Success.
Al 2016 va fer de Paige Olvera a la sèrie Disney Channel Bizaardvark, personatge que va interpretar durant les 3 temporades.
Al febrer del 2019 va ser seleccionada per interpretar el paper de Nina Salazar-Roberts a la sèrie web original de Disney+, High School Musical: The Musicalː The Series.

### Carrera musical
Al gener del 2021 va llançar el seu primer senzill, «Drivers License», que va convertir-se en un èxit mundial. Va arribar al número 1 de diverses llistes al voltant del món i va aconseguir diversos rècords, entre ells el de la cançó en arribar a les 100 milions de reproduccions a Spotify més ràpidament i el del major nombre de reproduccions acumulades durant la seva primera setmana a Amazon Music.
El seu següent senzill va ser «Déjà Vu»; la màxima posició a les llistes que va aconseguir va ser el número 2 a Irlanda. Més tard va llançar «Good 4 U», que va superar al seu predecessor, arribant al número 1 a diversos països del món.
El 21 de maig del 2021, Rodrigo va publicar el seu primer àlbum, Sour, incloent-hi els tres senzills que ja havia llançat. L'àlbum va ser aclamat per la crítica i va ser un èxit comercial. Va ser nominat el millor àlbum de l'any per les revistes Rolling Stone i Billboard, entre d'altres, i va rebre una nominació al Grammy a l'àlbum de l'any. De Sour se'n van extreure dos senzills mésː «Traitor» i «Brutal».

## Vida personal
Entre 2018 i 2019, Rodrigo va mantenir una relació sentimental amb el coprotagonista de Bizaardvark, Ethan Wacker. Uns anys més tard va mantenir una relació amb el coprotagonista de la sèrie High School Musicalː The Musicalː The Series, Joshua Bassett. Actualment, la seva parella és l'actor britànic Louis Partridge.

## Filmografia
| Any         | Títol                                        | Paper                | Notes                              |
| ----------- | -------------------------------------------- | -------------------- | ---------------------------------- |
| 2015        | An American Girl: Grace Stirs Up Success     | Grace Thomas         | Pel·lícula directament per a vídeo |
| 2016 - 2019 | Bizaardvark                                  | Paige Olvera         | personatge principal               |
| 2017        | New Girl                                     | Terrinea             | Episodi: «Young Adult»             |
| 2019 -      | High School Musical: The Musical: The Series | Nini Salazar-Roberts | Personatge principal               |

## Discografia

### Àlbums
- 2021: Sour[22]
- 2023: Guts

### Senzills
- «Drivers License»
- «Deja Vu»
- «Good 4 U»
- «Traitor»
- «Brutal»

#### Com a artista principal
- 2019: «All I Want»
- 2021: «Drivers License»
- 2021: «Deja Vu»[23]
- 2021: «Good 4 U»
- 2021: «Brutal»
- 2021: «Favourite Crime»
- 2021: «Traitor»
- 2023: «Vampire»
- 2023: «Bad idea right?»

#### Altres cançons populars
- 2020: «Just for a Moment» (amb Joshua Bassett per a High School Musical: The Musical: The Series)
- 2019: «I Think I Kinda You Know»